# فرانك سميث (سياسي كندي)
فرانك سميث (بالإنجليزية: Frank Smith)‏ هو شخصية أعمال وسياسي كندي، ولد في 13 مارس 1822 في أرماه في المملكة المتحدة، وتوفي في 17 يناير 1901 في تورونتو في كندا. حزبياً، نشط في حزب كندا المحافظ. وقد انتخب عضو مجلس الشيوخ الكندي (2 فبراير 1871 – ).